# Školski odbor okruga Peela
Školski odbor okruga Peela (engleski Peel District School Board) je školski odbor koja obuhvaća otprilike 155.000 učenika u rasponu od dječjeg vrtića do srednje škole, raspoređeno na 230 škola u okrugu Peelu, Ontario, u Kanadi (općine Caledon, Brampton i Mississauga), općinama u kojima je značajna koncentracija kanadskih Hrvata.
S osobljem koje broji preko 15.000 ljudi, to je najveći poslodavac u okrugu Peelu. To je najveći školski odbor u Kanadi.

## Statistike
Školski odbor okruga Peela obuhvaća 198 osnovnih škola i 36 srednjih škola. Proračun je iznosio 1,6 milijarda $ 2011. godine. Sveukupno 108.503 učenika pohađa osnovne škole a 44.252 srednje škole. Janet McDougald je predsjedateljica odbora dok je Tony Pontes ravnatelj obrazovanja

## Vanjske poveznice
- (hrv.) Službene stranice  Arhivirana inačica izvorne stranice od 24. lipnja 2017. (Wayback Machine)
- (engl.) Službene stranice  Arhivirana inačica izvorne stranice od 9. travnja 2006. (Wayback Machine)